# São José do Belmonte
São José do Belmonte este un oraș în Pernambuco (PE), Brazilia.